# Emisiuni de mărci poștale din Republica Moldova
Acesta este o prezentare a emisiunii de timbre poștale din istoria poștei în Republica Moldova.

## Anul 1991

### 23 iunie – Seria 1. Prima aniversare de la proclamarea suveranității Republicii Moldova
Setul este alcătuit din trei mărci. 
Sunt primele mărci ale Republicii Moldova, redau însemnele statale: stema și drapelul tricolor.

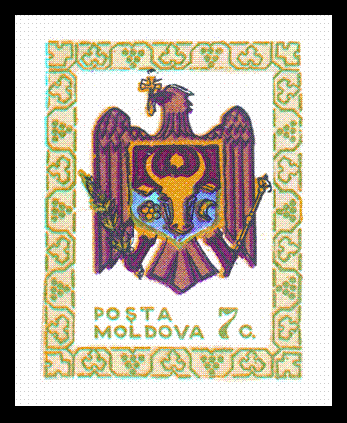
Marca 1
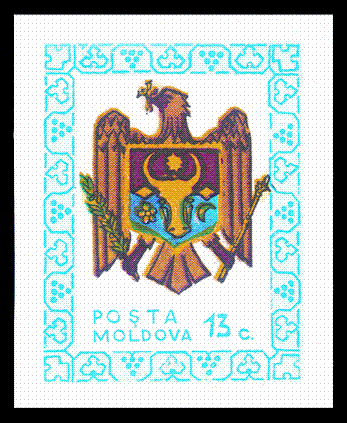
Marca 2
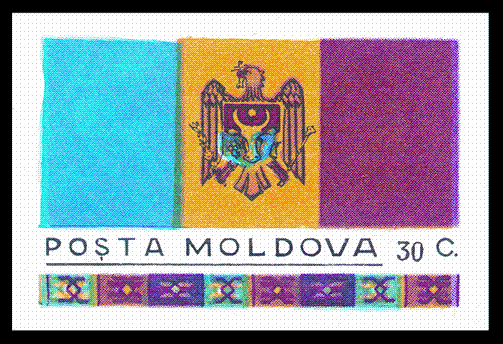
Marca 3

## Anul 1992

### 9 februarie – Seria 2. Codrii Moldovei
Setul este alcătuit din o marcă. 

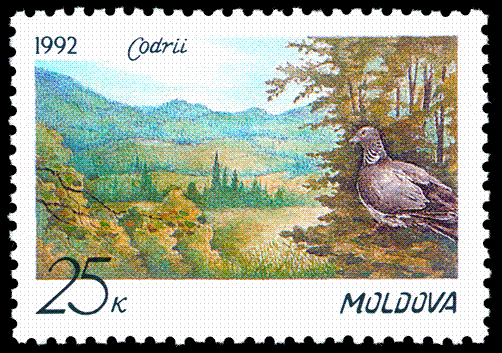
Marca 4

### 24 mai – Seria 3. Uzuale. Stema Republicii Moldova
Setul este alcătuit din 5 mărci. 

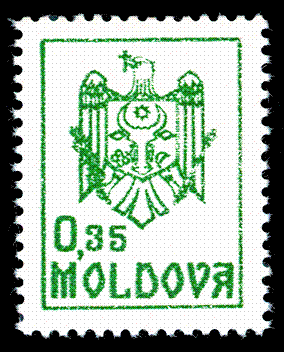
Marca 5
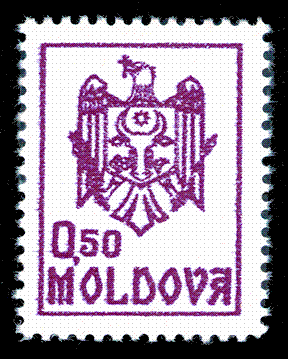
Marca 6
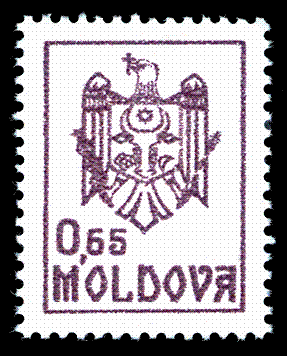
Marca 7
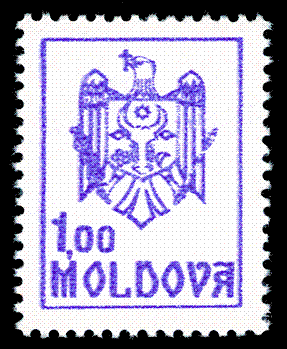
Marca 8
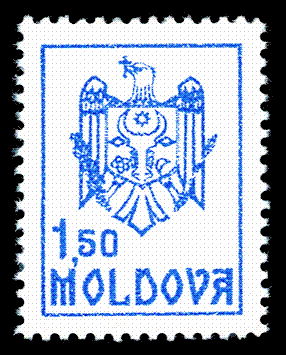
Marca 9

### 20 iunie – Seria 4. Uzuale. Poșta aeriană (1)

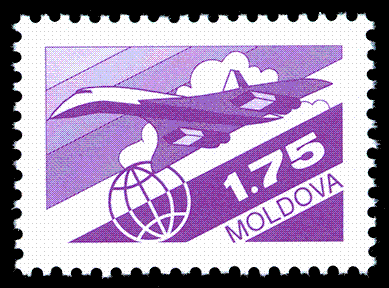
Marca 10
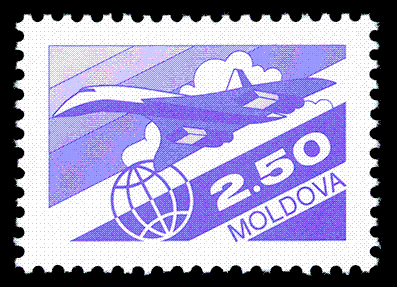
Marca 11
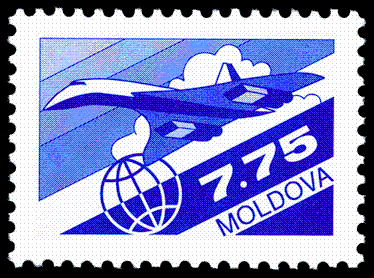
Marca 12
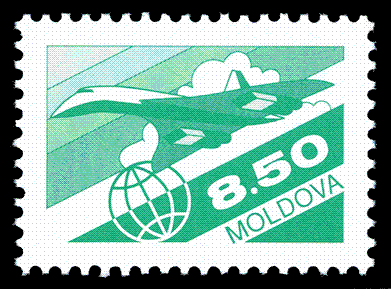
Marca 13

### 8 august – Seria 5. Monumente istorice. Chișinău. Biserica Sfântului Pantelimon

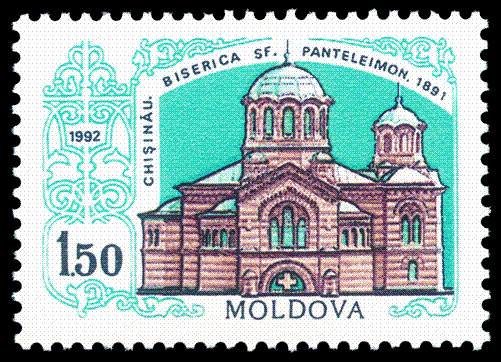
Marca 14

### 8 august – Seria 6. Chișinău. Monumentul Lupoaica Romană

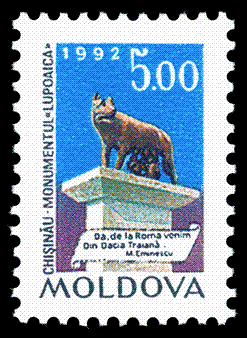
Marca 15

### 8 august – Seria 7. Faună. Păsări (I)

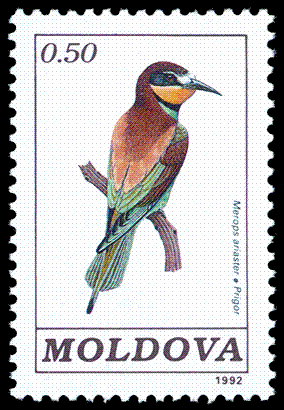
Marca 16
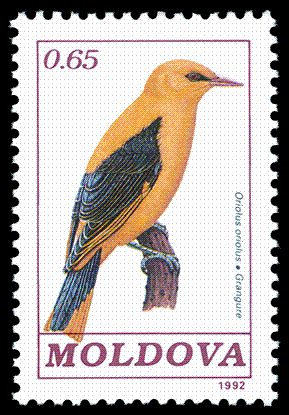
Marca 17
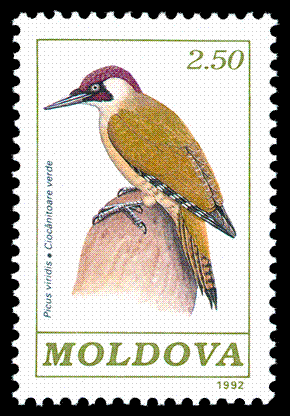
Marca 18

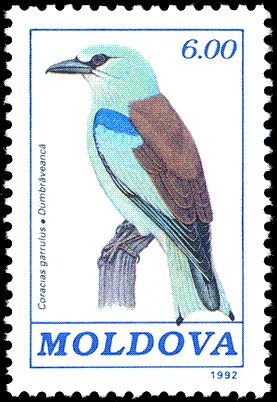
Marca 19
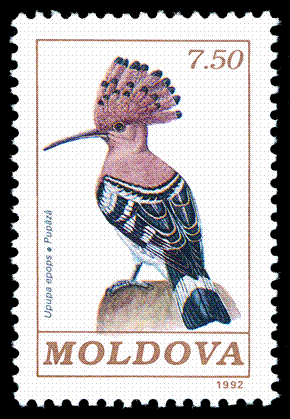
Marca 20
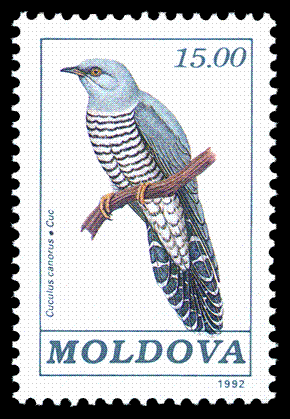
Marca 21

### 31 august – Seria 8. Supratipar "Moldova"
Supratipar pe mărcile URSS (nr. 4735, 4736, 6146 după catalogul mărcilor URSS)

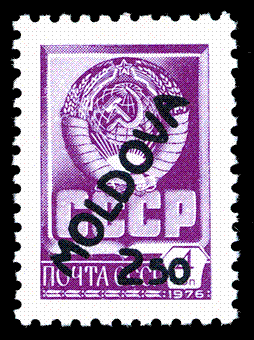
Marca 22
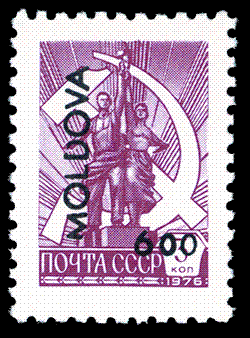
Marca 23
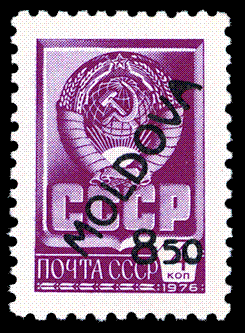
Marca 24

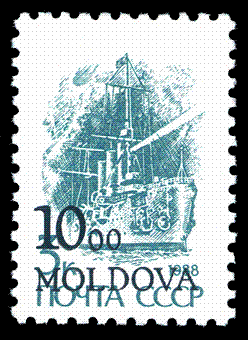
Marca 25
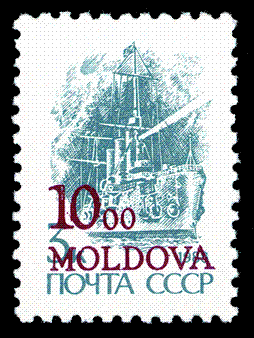
Marca 26

### 16 octombrie – Seria 9. Jocurile olimpice de vară. Barcelona '92

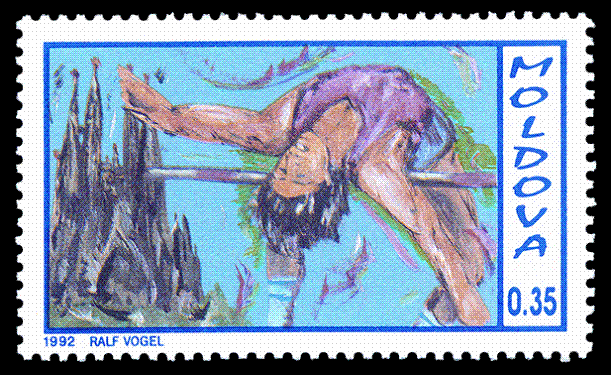
Marca 27
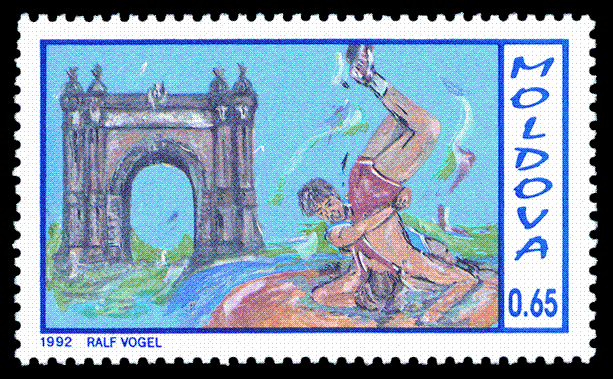
Marca 28
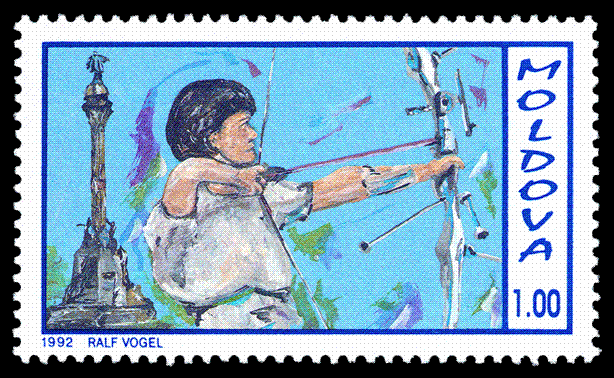
Marca 29

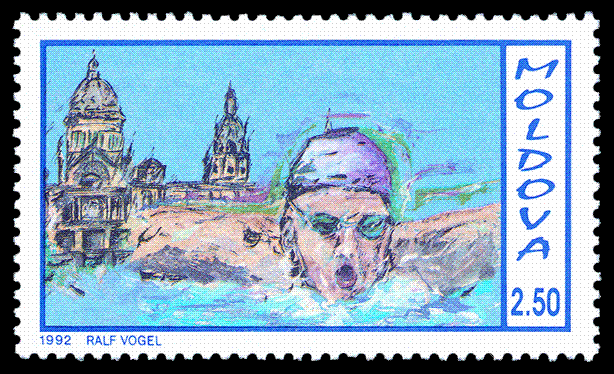
Marca 30
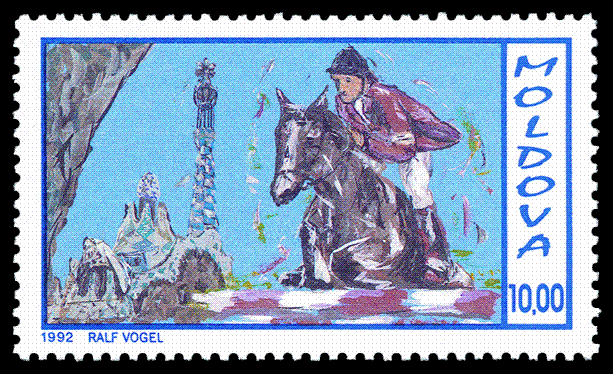
Marca 31

### 20 octombrie – Seria 10. Supratipar "Moldova. Strugure" (I)
Supratipar pe mărcile URSS (nr. 4733, 4734, 4735 după catalogul mărcilor URSS)

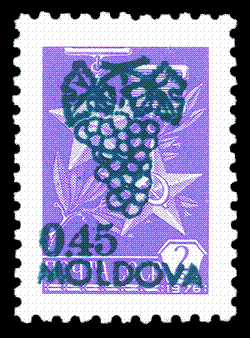
Marca 32
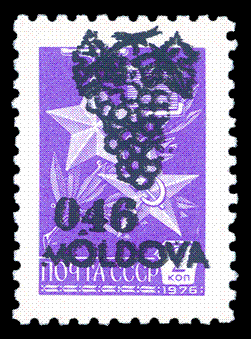
Marca 33
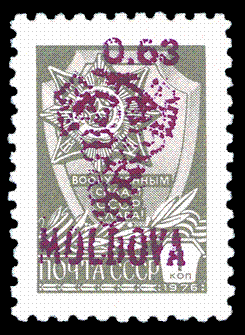
Marca 24

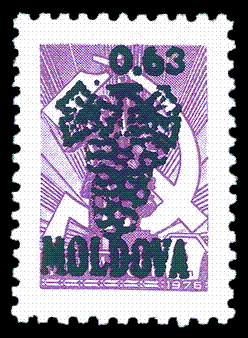
Marca 35
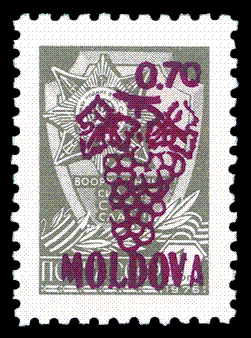
Marca 36
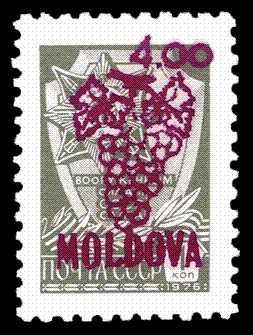
Marca 37

### 31 octombrie – Seria 11. Medaliații Moldovei la Jocurile olimpice de Vară. Barcelona '92

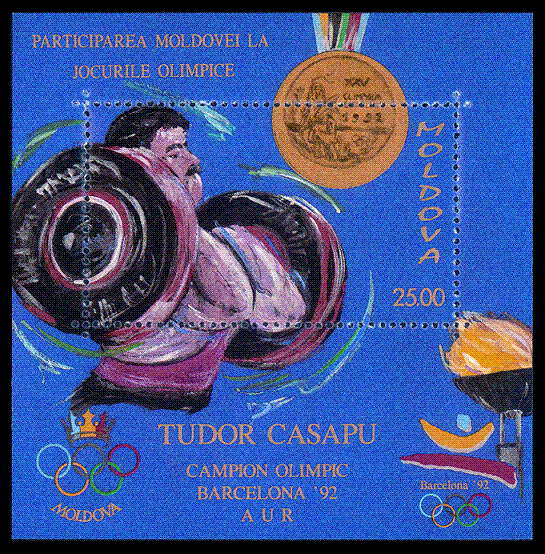
Marca 40
Colița nr. 1

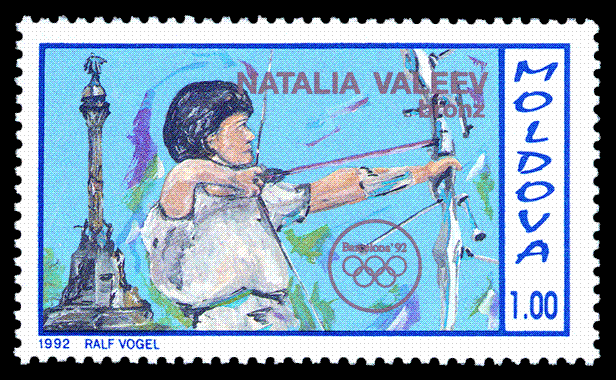
Marca 38 Supratipar auriu pe marca nr. 29 Text "Natalia Valiev - bronz"
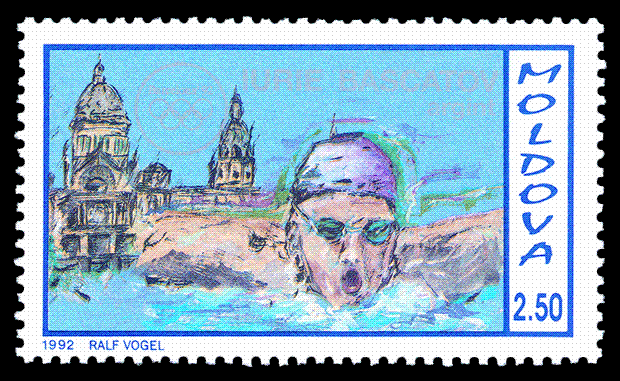
Marca 39 Supratipar auriu pe marca nr. 30 Text "Iurie Bascatov - argint"

### 21 noiembrie – Seria 12. Artizanat. Moldova

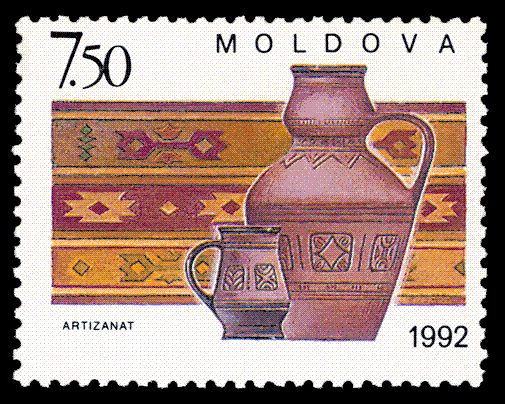
Marca 41

### 21 noiembrie – Seria 13. Republica Moldova - membru al Organizației Națiunilor Unite

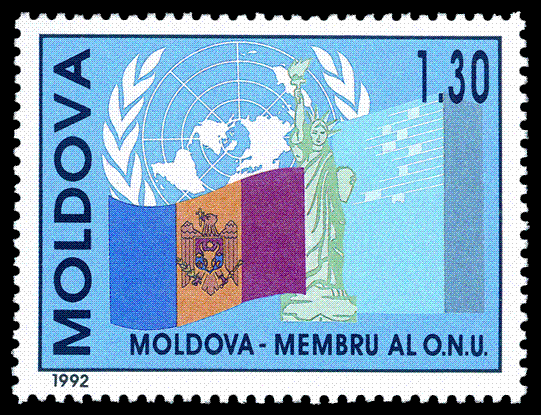
Marca 42
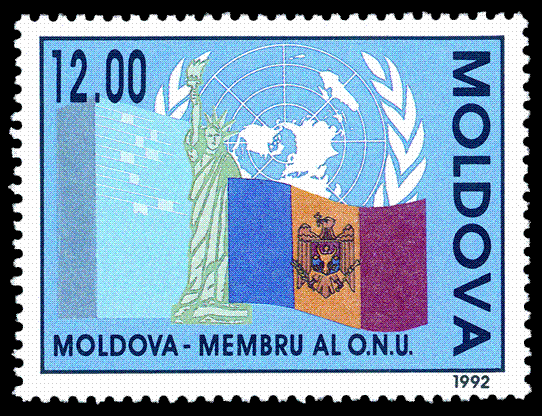
Marca 43

### 21 noiembrie – Seria 14. Republica Moldova - membru al Conferinței pentru Securitate și Cooperare în Europa

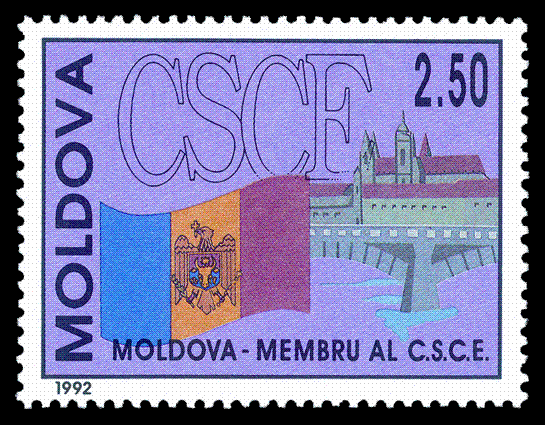
Marca 44
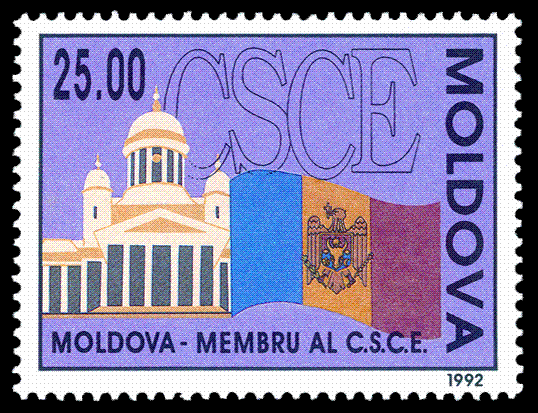
Marca 45

### 21 noiembrie – Seria 15. 500 ani de la descoperirea Americii

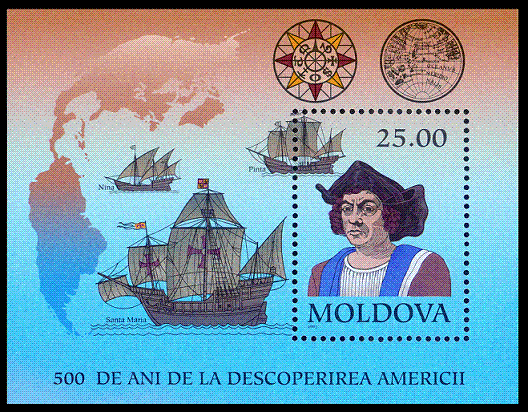
Marca 49
Colița nr. 2

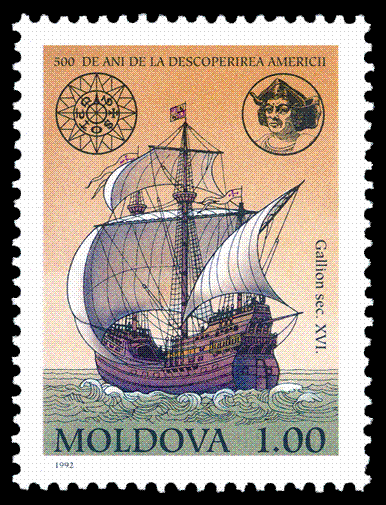
Marca 46
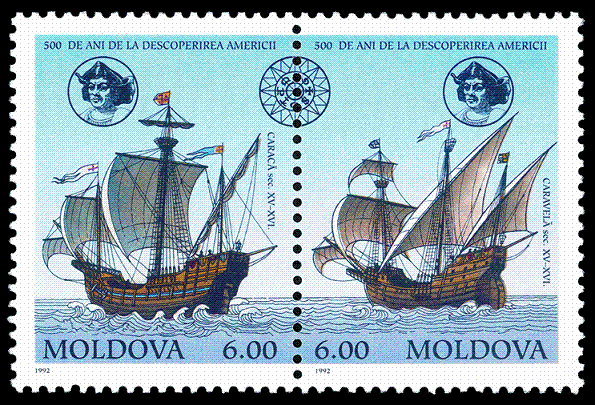
Marca 47-48

### 26 decembrie – Seria 16. Republica Moldova - membru al Uniunii Poștale Universale

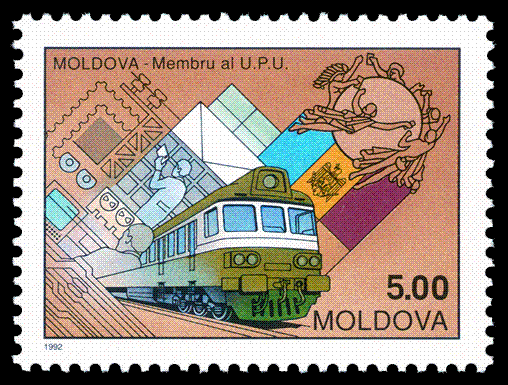
Marca 50
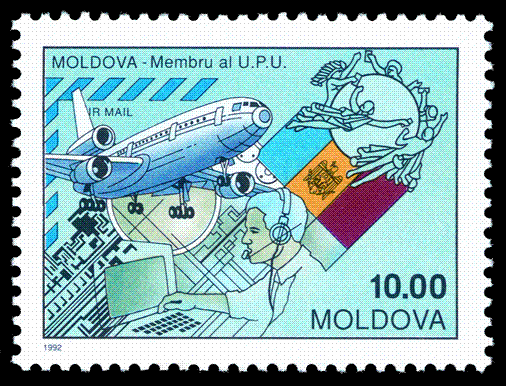
Marca 51

## Anul 1993

### 3 iulie – Seria 17. Faună protejată. Șerpi

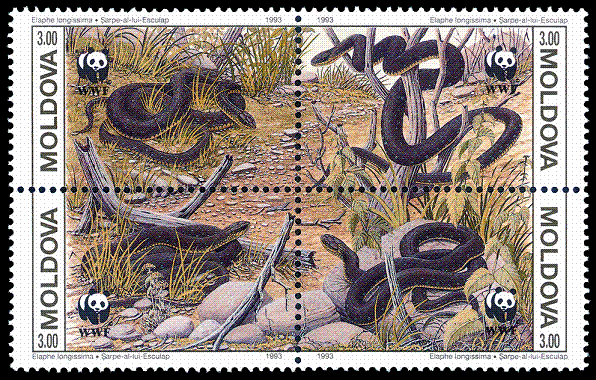
Mărcile 52-55

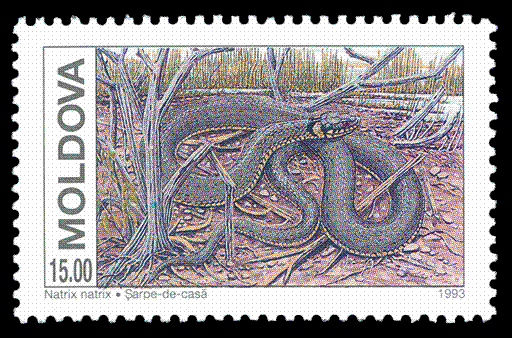
Marca 56
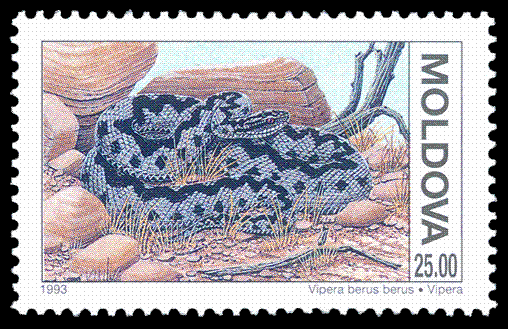
Marca 57

### 25 iulie – Seria 18. Faună. Păsări (II)

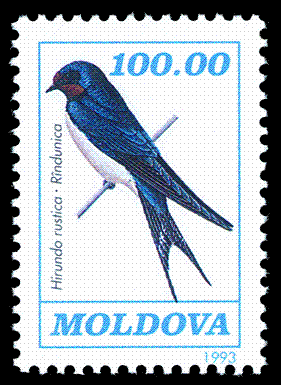
Marca 64

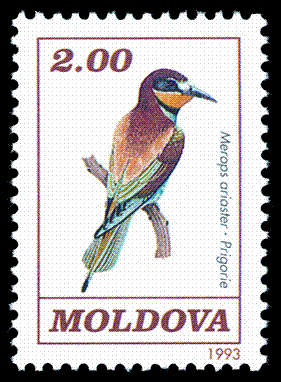
Marca 58
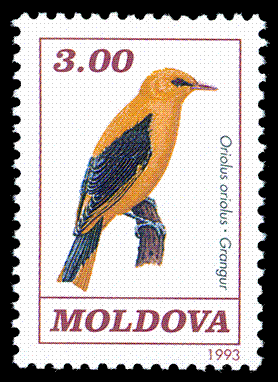
Marca 59
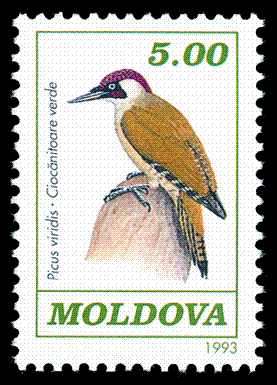
Marca 60

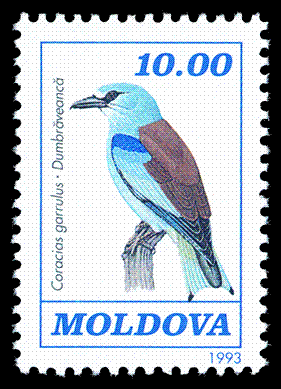
Marca 61
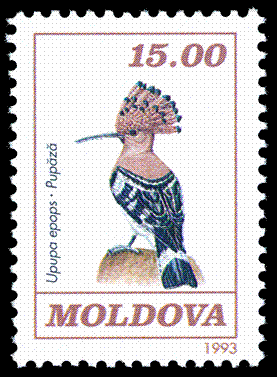
Marca 62
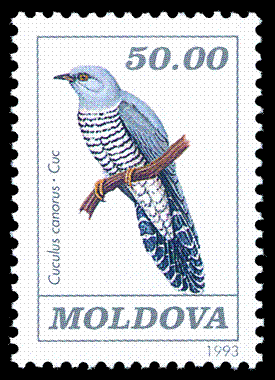
Marca 63

- Marca 64

### 25 iulie – Seria 19. Uzuale. Poșta aeriană (II)

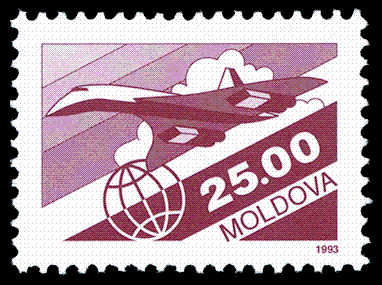
Marca 65
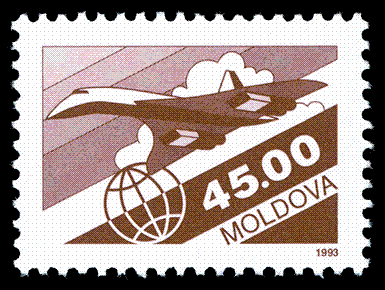
Marca 66
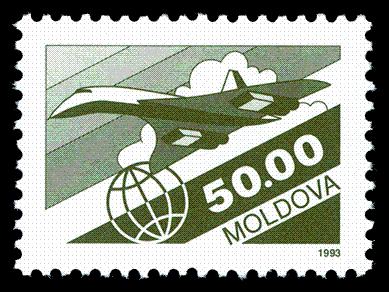
Marca 67

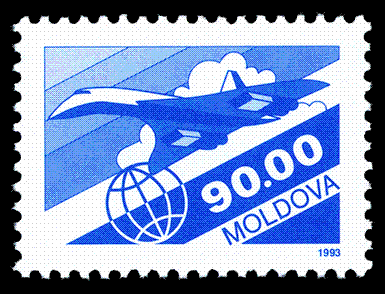
Marca 68

### 7 august – Seria 20. Uzuale. Stema Republicii Moldova (II)

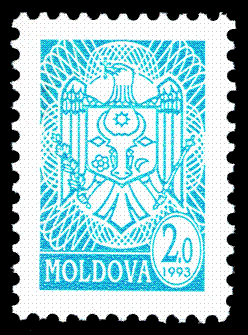
Marca 69
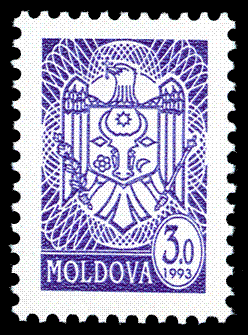
Marca 70
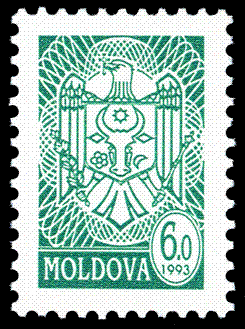
Marca 71

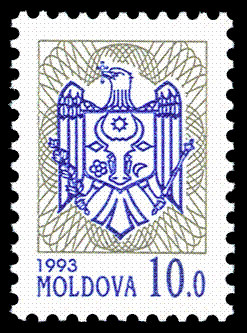
Marca 72
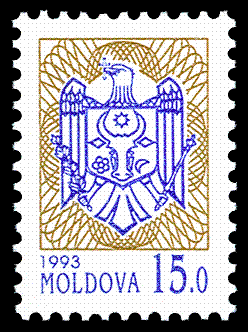
Marca 73
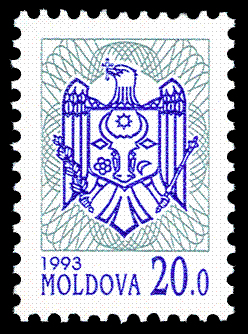
Marca 74

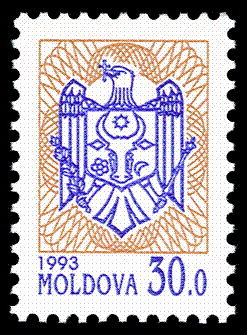
Marca 75
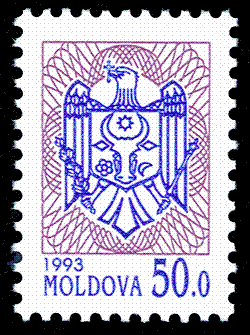
Marca 76
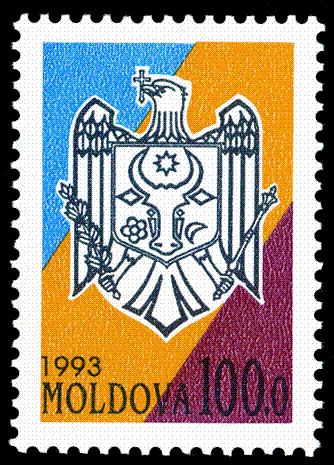
Marca 77
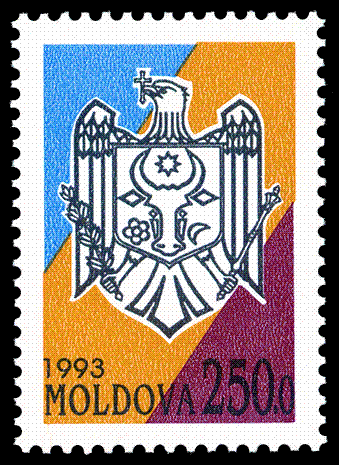
Marca 78

### 21 august – Seria 21. Uzuale. Stema Republicii Moldova (III)

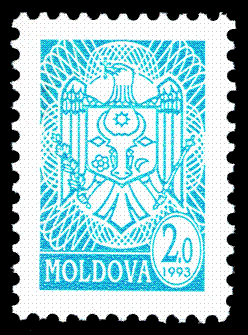
Marca 79
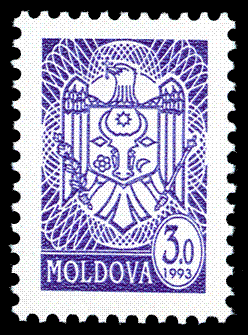
Marca 80
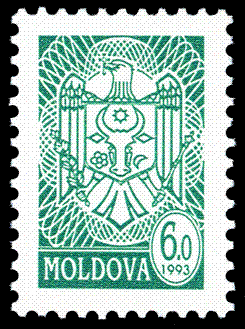
Marca 81

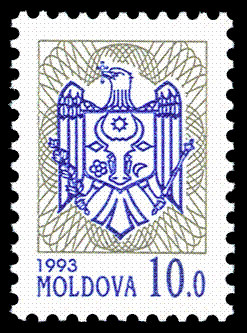
Marca 82
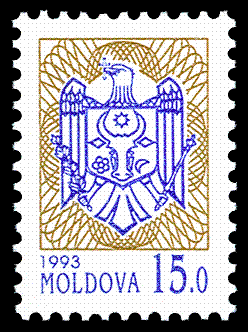
Marca 83
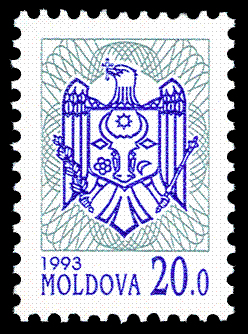
Marca 84

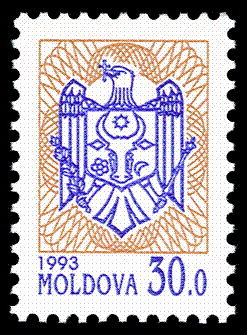
Marca 85
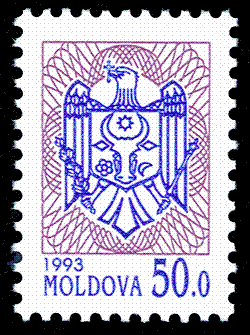
Marca 86
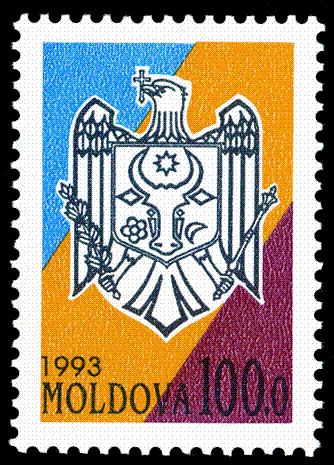
Marca 87
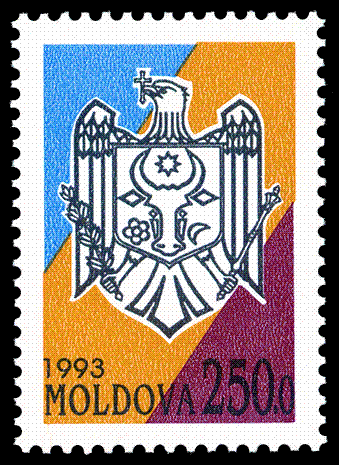
Marca 88